# Елецкий переулок
Елецкий переулок — переулок в центре Москвы в районе Зарядье, существовавший до середины 1960-х годов между улицей Варваркой и Псковским переулком. Также пересекался Максимовским переулком

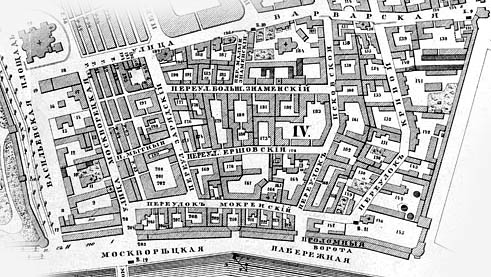
Переулки Зарядья (фрагмент плана Городской части из Атласа Москвы А. Хотева 1853 года)

 Назван в честь Города Ельца

## Происхождение названия
Раннее назывался Большим Знаменским переулком (по Знаменскому монастырю). 

## История
Елецкий переулок и все его дома снесли в середине 1960-х годов в связи со строительством в 1964-1967 годах гостиницы "Россия".